# Comtat d'Alcudia (1663)
|  | Per a altres significats, vegeu «Comtat d'Alcudia (1645)». |

El comtat d'Alcudia és un títol nobiliari espanyol amb Grandesa d'Espanya creat pel rei Felip IV el 15 de maig de 1663 a favor de Pablo de Contreras Fernández de Miñano. El seu nom fa referència a la localitat d'Alcudia de Guadix, a la província de Granada.

## Comtes d'Alcudia
- Pablo de Contreras Fernández de Miñano, I comte d'Alcudia
- Juan José Jerónimo de Contreras y Villavicencio, II comte d'Alcudia
- Antonio José de Contreras y González d'Andio, III comte d'Alcudia
- Juan Luis de Contreras Zapata y González d'Andia, IV comte d'Alcudia
- Pablo de Contreras y Muñoz de Gadea, V comte d'Alcudia
- Ana María de Contreras y Vargas Machuca, VI comtessa d'Alcudia
- María Josefa de Contreras y Vargas Machuca, VII comtessa d'Alcudia (marquesa de Campofuerte)
- Manuel de Aguilera y Contreras, VIII comte d'Alcudia
- José de Aguilera y Contreras, IX comte d'Alcudia
- Enrique de Aguilera y Gamboa, X comte d'Alcudia
- Manuel de Aguilera y Pérez de Herrasti, XI comte d'Alcudia
- Manuel de Aguilera y Ligués, XII comte d'Alcudia
- Gerardo de Aguilera y Ligués, XIII comte d'Alcudia
- Paloma de Sanjuanena y Fontagud, XIV comtessa d'Alcudia
- Fátima Bernaldo de Quirós y Álvarez de las Asturias Bohórques, XV comtessa d'Alcudia, IV marquesa de la Isabela.